# Konzisztens becslés

A {T_{1}, T_{2}, T_{3}, ...} a θ_{0} paraméter becsléseinek sorozata, amelynek valódi értéke 4. Ez a becslés konzisztens: a becslések egyre inkább a θ_{0} valós érték közelében koncentrálódnak; ugyanakkor a becslések torzítottak. A sorozat egy olyan valószínűségi változóhoz konvergál amely 1 valószínűséggel egyenlő θ_{0}-val.

A statisztikában a konzisztens becslés vagy aszimptotikusan konzisztens becslés egy becslés – a θ0 paraméter valós értékének kiszámítására szolgáló szabály –, amelynek az a tulajdonsága, hogy ahogy a felhasznált adatpontok száma korlátlanul növekszik, a kapott becslések sorozatának valószínűségi határértéke (plim) θ0-hoz konvergál. Ez azt jelenti, hogy a becslések eloszlása egyre inkább a becsült paraméter valódi értékéhez közel koncentrálódik, így annak valószínűsége, hogy a becslő tetszőlegesen közel kerül θ0-hoz, egyhez konvergál.
A gyakorlatban ez úgy működik hogy készítünk egy becslést egy rendelkezésre álló n méretű minta alapján, majd elképzeljük, hogy tovább gyűjthetjük az adatokat, és a végtelenségig bővíthetjük a mintát. Ily módon n-nel indexelt becslések sorozatát kapjuk, és a konzisztencia arra vonatkozik, hogy mi történik akkor, ha a minta mérete „a végtelenségig nő”. Ha a becslések sorozata matematikailag kimutathatóan valószínűségében konvergál a valódi θ0 értékhez, akkor konzisztens becslésnek nevezzük; ellenkező esetben a becslést inkonzisztensnek mondják.
Az itt meghatározott konzisztenciát néha gyenge konzisztenciának is nevezik. Ha a valószínűségi konvergenciát majdnem biztos konvergenciával helyettesítjük, akkor a becslés erősen konzisztensnek mondható. A konzisztencia a torzítottsághoz hasonló fogalom, mivel mindkettő azt méri hogy egy becslés mennyire „jó” - azonban két különböző szempontból - fontos hogy egyik tulajdonságból sem következik a másik.

## Definíció
Formálisan egy becslés T n a θ paraméterre akkor konzisztens, ha valószínűségben konvergál a valódi paraméterhez: 
{\displaystyle {\underset {n\to \infty }{\operatorname {plim} }}\;T_{n}=\theta .}
azaz, ha minden ε > 0 esetén
{\displaystyle \lim _{n\to \infty }\Pr {\big (}|T_{n}-\theta |>\varepsilon {\big )}=0.}
Egy szigorúbb definíció figyelembe veszi azt a tényt, hogy θ  értéke valójában ismeretlen, így a valószínűségi konvergenciának meg kell történnie e paraméter minden lehetséges értékére. Tegyük fel, hogy {pθ: θ ∈ Θ } eloszlások egy halmaza (a parametrikus modell ), és Xθ = {X1, X2, … : Xi ~ pθ } egy végtelen minta a p θ eloszlásból. Legyen { T n ( X θ ) } becslések sorozata valamilyen g ( θ ) paraméterhez. Általában a T n egy minta első n megfigyelésén alapul. Ekkor ezt a { T n } sorozatot (gyengén) konzisztensnek mondjuk, ha 
{\displaystyle {\underset {n\to \infty }{\operatorname {plim} }}\;T_{n}(X^{\theta })=g(\theta ),\ \ {\text{ha}}\ \theta \in \Theta .}
Ez a definíció egy g (θ) függvényt használ θ helyett, mivel az embert gyakran érdekli az alapul szolgáló paraméter egy bizonyos függvényének vagy egy részvektorának becslése.

## Példák

### Normál valószínűségi változó mintaátlaga
Tegyük fel, hogy van egy {X1, X2, ...} megfigyelési sorozatunk egy normál N (μ, σ2) eloszlásból. A μ első n megfigyelés alapján történő becsléséhez a mintaátlagot használhatjuk: {\displaystyle T_{n}={X_{1}+\cdots +X_{n}} \over n}. Ez meghatározza a becslések sorozatát, az n mintamérettel indexelve.
A normális eloszlás tulajdonságaiból ismerjük ennek a statisztikának a mintavételi eloszlását : T n maga normális eloszlású, μ átlaggal és σ 2 / n szórással. Ezzel egyenértékűen {\displaystyle \scriptstyle (T_{n}-\mu )/(\sigma /{\sqrt {n}})} sztenderd normál eloszlású:
{\displaystyle \Pr \!\left[\,|T_{n}-\mu |\geq \varepsilon \,\right]=\Pr \!\left[{\frac {{\sqrt {n}}\,{\big |}T_{n}-\mu {\big |}}{\sigma }}\geq {\sqrt {n}}\varepsilon /\sigma \right]=2\left(1-\Phi \left({\frac {{\sqrt {n}}\,\varepsilon }{\sigma }}\right)\right)\to 0}
ahogy n a végtelenhez tart, bármely rögzített ε > 0 számra. Ezért a mintaátlagok T n sorozata konzisztens a sokaság átlagára nézve μ ({\displaystyle \Phi } a normális eloszlás kumulatív eloszlás  függvénye).

## A konzisztencia vizsgálata
Az aszimptotikus konzisztencia fogalma nagyon közel áll, szinte szinonimája a valószínűségi konvergencia fogalmának. Mint ilyen, bármely tétel, lemma vagy tulajdonság, amely valószínűségi konvergenciát állapít meg, felhasználható a konzisztencia bizonyítására. Számos ilyen eszköz létezik:
- A konzisztencia közvetlenül a definícióból való bizonyítására használhatjuk a következő egyenlőtlenséget [3]

{\displaystyle \Pr \!{\big [}h(T_{n}-\theta )\geq \varepsilon {\big ]}\leq {\frac {\operatorname {E} {\big [}h(T_{n}-\theta ){\big ]}}{h(\varepsilon )}},}
a h függvény leggyakrabban vagy az abszolút érték (ebben az esetben ez a reláció Markov-egyenlőtlenségként ismert), vagy a négyzet függvény (ekkor ez a Csebisev-egyenlőtlenség ).
- Egy másik hasznos eredmény a folytonos leképezési tétel : ha T n konzisztens θ-re, és g (·) egy valós értékű függvény amely folytonos a θ pontban, akkor g ( T n ) konzisztens lesz g( θ )-re: [4]

{\displaystyle T_{n}\ \xrightarrow {p} \ \theta \ \quad \Rightarrow \quad g(T_{n})\ \xrightarrow {p} \ g(\theta )}
- Szluckij tétele használható több különböző becslés kombinálására, vagy egy becslés nem véletlenszerű konvergens sorozatával. Ha T n → d α és S n → p β, akkor [5]

{\displaystyle {\begin{aligned}&T_{n}+S_{n}\ \xrightarrow {d} \ \alpha +\beta ,\\&T_{n}S_{n}\ \xrightarrow {d} \ \alpha \beta ,\\&T_{n}/S_{n}\ \xrightarrow {d} \ \alpha /\beta ,{\text{ provided that }}\beta \neq 0\end{aligned}}}
- Ha a T n becslést egy explicit képlettel adjuk meg, akkor a képlet valószínűségi változók összegét fogja használni, és ekkor a nagy számok törvénye használható: { X n } valószínűségi változók sorozatára megfelelő feltételek mellett igaz hogy

{\displaystyle {\frac {1}{n}}\sum _{i=1}^{n}g(X_{i})\ {\xrightarrow {p}}\ \operatorname {E} [\,g(X)\,]}
- Ha a T n becslés implicit módon van definiálva, például olyan értékként, amely maximalizál egy bizonyos célfüggvényt (lásd extrémumbecslő), akkor bonyolultabb, sztochasztikus ekvikontinuitást magában foglaló bizonyítást kell használni. [6]

## Torzítottság versus konzisztencia

### Torzítatlan, de nem konzisztens
A becslő lehet torzítatlan, de nem konzisztens. Például egy {x1, ..., xn} iid mintához használható a Tn (X) = xn mint az E[x] átlag becslője. Vegyük figyelembe, hogy itt a Tn mintavételi eloszlása megegyezik a mögöttes eloszlással (bármely n esetén, mivel figyelmen kívül hagy minden pontot, kivéve az utolsót), így E[ Tn(X)] = E[x] és torzítatlan, de nem konvergál semmilyen értékhez.
Ha azonban a becslések sorozata torzítatlan és konvergens értékhez, akkor konzisztens, mivel a helyes értékhez kell konvergálnia.

### Torzított, de konzisztens
Másrészről a becslés lehet torzított, de konzisztens. Például, ha az átlagot a következővel becsüljük meg: {\displaystyle {1 \over n}\sum x_{i}+{1 \over n}} akkor ez a becslés torzított, de ahogy {\displaystyle n\rightarrow \infty }, megközelíti a helyes értéket, és így konzisztens.
Fontos példa a minta varianciája és a minta szórása. A Bessel-korrekció nélkül (vagyis a mintaméret  {\displaystyle n} helyett a szabadságfokot  {\displaystyle n-1} használjuk normalizálásra), is negatívan torzított, de konzisztens becslés. A korrekcióval a korrigált minta varianciája torzítatlan, míg a korrigált minta szórása továbbra is torzított, de kevésbé, és mindkettő továbbra is konzisztens: a korrekciós tényező 1-hez konvergál a minta méretének növekedésével.
Íme egy másik példa. Legyen {\displaystyle T_{n}} becslések sorozata {\displaystyle \theta }-re:
{\displaystyle \Pr(T_{n})={\begin{cases}1-1/n,&{\mbox{if }}\,T_{n}=\theta \\1/n,&{\mbox{if }}\,T_{n}=n\delta +\theta \end{cases}}}
Láthatjuk, hogy {\displaystyle T_{n}{\xrightarrow {p}}\theta }, {\displaystyle \operatorname {E} [T_{n}]=\theta +\delta }, és a torzítás nem konvergál nullához.

## Fordítás
Ez a szócikk részben vagy egészben  a   Consistent estimator című angol Wikipédia-szócikk ezen változatának fordításán alapul.  Az eredeti cikk szerkesztőit annak laptörténete sorolja fel. Ez a jelzés csupán a megfogalmazás eredetét és a szerzői jogokat jelzi, nem szolgál a cikkben szereplő információk forrásmegjelöléseként.